# 1162 Larissa
1162 Larissa è un asteroide della fascia principale del diametro medio di circa 44,6 km. Scoperto nel 1930, presenta un'orbita caratterizzata da un semiasse maggiore pari a 3,9321413 UA e da un'eccentricità di 0,1122735, inclinata di 1,88780° rispetto all'eclittica.
Il suo nome fa riferimento alla città di Larissa, in Grecia.